# Pidhirea, Zolociv
Pidhirea (în ucraineană Підгір'я) este un sat în comuna Remezivți din raionul Zolociv, regiunea Liov, Ucraina.

## Demografie
Componența lingvistică a localității Pidhirea
     Ucraineană (100%)
Conform recensământului din 2001, toată populația localității Pidhirea era vorbitoare de ucraineană (100%).